# Giuseppe Patanè

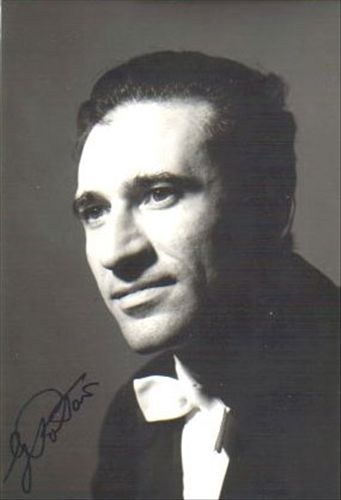
Giuseppe Patanè

Giuseppe Patanè (Nápoles, 1 de enero de 1932 - Múnich, 29 de mayo de 1989) fue un director de orquesta italiano.

## Biografía
Hijo del también director Franco Patanè (1908-1968), inició sus estudios en Nápoles donde debutó en 1951. Se distinguió como director de ópera. Fue el director en la Ópera de Linz en 1961-1962. También ocupó el cargo de director de orquesta de la Münchner Rundfunkorchester, desde 1985 hasta 1989.
Murió inesperadamente de un ataque al corazón mientras dirigía "El barbero de Sevilla" de Gioachino Rossini en la Ópera Estatal de Baviera. Él y su esposa Rita, de quien se estaba separado en el momento de su muerte, tuvieron dos hijas, de las cuales destaca Francesca Patanè como cantante de ópera.

## Discografía
- 1986 Umberto Giordano: Fedora – CBS Records
- 1987 Giacomo Puccini: Il tabarro – Eurodisc
- 1987 Umberto Giordano: Andrea Chénier – CBS Records
- 1988 Puccini: Gianni Schicchi – Eurodisc
- 1988 Puccini: Suor Angelica – Eurodisc
- 1993 Gaetano Donizetti: Lucía de Lammermoor (Highlights) – Corona Classic Collection
- 1993 Rossini: El barbero de Sevilla – London
- 1993 Giuseppe Verdi: La forza del destino (fragmentos) – Berlin Classics
- 1993 Verdi: La traviata – Orfeo
- 1993 Verdi: La traviata (Highlights) – Berlin Classics
- 1995 Donizetti: Lucía de Lammermoor – Curb
- 1996 Verdi: Simón Boccanegra – Hungaroton
- 1998 Verdi: Aida ( Opernquerschnitt in deutscher Sprache) – Berlin Classics
- 1998 Georges Bizet: Carmen (Opernquerschnitt in deutscher Sprache) – Berlin Classics
- 1998 Verdi: La forza del destino – Myto Records
- 2001 Verdi: Don Carlos (Großer Querschnitt in deutscher Sprache) – EMI Music Distribution
- 2003 Donizetti: María Estuardo – Philips
- 2004 Mascagni: Iris
- 2005 Vincenzo Bellini: I Capuleti e i Montecchi – Gala Records
- Bellini: I Capuleti e i Montecchi – EMI Music Distribution
- Amilcare Ponchielli: La Gioconda – Myto Records
- Puccini: Madama Butterfly – Hungaroton
- Verdi: Un ballo in maschera – GAO
- Verdi: La traviata – Madacy
- Verdi: Messa da Requiem – Berlin Classics

- Datos: Q284248